# Reinhard Schneider (Musikwissenschaftler)
Reinhard Schneider (* 17. Oktober 1948 in Denklingen) ist ein deutscher Musikwissenschaftler und -pädagoge.

## Leben und Wirken
Reinhard Schneider studierte ab 1969 Schulmusik an der Musikhochschule Köln und an den Universitäten Köln und Münster die Fächer Musikwissenschaft, Philosophie und Soziologie. Er legte 1975 das 1. Staatsexamen und 1976 das 2. Staatsexamen für das Lehramt an Gymnasien ab und promovierte 1980 mit einer Dissertation über Semiotik der Musik. Darstellung und Kritik.
Nach Unterrichtstätigkeit an Gymnasien in Greven, Hamm und Rheine übernahm er 1979 eine wissenschaftliche Assistentenstelle im Institut für Musikpädagogik an der Universität Paderborn. 1983 wurde er auf die Professur für Musikpädagogik an der Pädagogischen Hochschule Flensburg berufen, wechselte 1995 an die Universität Siegen und 1999 an die Universität zu Köln, wo er auch das Institut für Europäische Musikethnologie leitete. Seit 2014 ist er im Ruhestand.
Seine wissenschaftlichen Arbeitsfelder sind einerseits die bildungstheoretischen und konzeptionellen Grundlagen der Musikdidaktik und andererseits Semiotik und Anthropologie der Musik, letztere auch im Sinne einer musikpädagogischen Bezugsdisziplin. Als Dirigent hat er die Hochschulorchester in Paderborn, Flensburg und Köln geleitet.
Schneider war von 1983 bis 1998 Vorsitzender der Gesellschaft für Musikpädagogik (GMP bzw. GMP/VMP).

## Veröffentlichungen

### Selbständige Publikation
- Semiotik der Musik. Darstellung und Kritik, München 1980 (= Diss. Münster 1978); https://opacplus.bsb-muenchen.de/title/BV001003902

### Herausgebertätigkeit
- Anthropologie der Musik und der Musikerziehung, Regensburg 1987 (= Musik im Diskurs, Bd. 4)
- Musikalische Lebenswelten, Regensburg 1989 (= Musik im Diskurs, Bd. 6)
- Perspektiven schulischer Musikerziehung, Regensburg 1991 (= Musik im Diskurs, Bd. 8)
- (zus. m.) Schubert, Lothar (Hrsg.): Musikpädagogische Impulse, Kassel 1994 (= Musik im Diskurs, Bd. 10)
- (zus. m.) Helms, Siegmund / Weber, Rudolf (Hrsg.): Neues Lexikon der Musikpädagogik. Sachteil, Kassel 1994; jap. Übersetzung 2001
- (zus. m.) Helms, Siegmund / Weber, Rudolf (Hrsg.): Neues Lexikon der Musikpädagogik. Personenteil, Kassel 1994; völlig überarbeitete Neuauflage als CD-ROM, Kassel 2001
- (zus. m.) Helms, Siegmund (Hrsg.): Große Chorwerke. Werkanalyse in Beispielen, Kassel 1994
- (zus. m.) Helms, Siegmund / Weber, Rudolf (Hrsg.): Kompendium der Musikpädagogik, Kassel 1995; 4. Aufl. 2008
- Musikvermittlung, Kassel 1995 (= Musik im Diskurs, Bd. 11)
- Musikpädagogik in der Diskussion, Kassel 1996 (= Musik im Diskurs, Bd. 12)
- (zus. m.) Helms, Siegmund / Weber, Rudolf (Hrsg.): Handbuch des Musikunterrichts, Bd. 1, Primarstufe, Kassel 1997, 3. Auflage 2005
- (zus. m.) Helms, Siegmund / Weber, Rudolf (Hrsg.): Handbuch des Musikunterrichts, Bd. 2, Sekundarstufe I, Kassel 1997, 2. Auflage 2006
- (zus. m.) Helms, Siegmund / Weber, Rudolf (Hrsg.): Handbuch des Musikunterrichts, Bd. 1, Sekundarstufe II, Kassel 1997
- (zus. m.) Helms, Siegmund / Kruse, Matthias (Hrsg.): Lübbes Musical-Führer, Bergisch Gladbach 1998
- (zus. m.) Polzin, Manfred / Steffen-Wittek, Marianne (Hrsg.): Musik in der Grundschule, Frankfurt a. M. 1998 (= Beiträge zur Reform der Grundschule, Bd. 102)
- (zus. m.) Helms, Siegmund (Hrsg.): Musikerziehung in Vorschule und Kindergarten (= Musik im Diskurs, Bd. 14), Kassel 1999
- (zus. m.) Helms, Siegmund / Weber, Rudolf (Hrsg.): Praxisfelder der Musikpädagogik, Kassel 2001
- (zus. m.) Probst-Effah, Gisela / Schepping, Wilhelm (Hrsg.): Musikalische Volkskunde und Musikpädagogik - Annäherungen und Schnittmengen. Festschrift für Günther Noll zum 75. Geburtstag, Essen 2002
- (zus. m.) Kruse, Matthias (Hrsg.): Musikpädagogik als Aufgabe. Festschrift zum 65. Geburtstag von Siegmund Helms (= Perspektiven zur Musikpädagogik und Musikwissenschaft, Bd. 29), Kassel 2003
- (zus. m.) Helms, Siegmund / Weber, Rudolf (Hrsg.): Lexikon der Musikpädagogik, Kassel 2005
- (zus. m.) Noll, Günther / Probst-Effah, Gisela (Hrsg.): Musik als Kunst, Wissenschaft, Lehre. Festschrift für Wilhelm Schepping zum 75. Geburtstag, Münster 2006
- (zus. m.) Eichhorn, Andreas (Hrsg.) (2011): Musik - Pädagogik - Dialoge. Festschrift für Thomas Ott. München: Allitera Verlag (Musik - Kontexte - Perspektiven, 1)
- (zus. m.) Jan Helmke Keden / Stefanie Rogg / Christian Rolle (Hrsg.): Musikwissenschaft und Musikvermittlung. Festschrift für Andreas Eichhorn. München 2023: Allitera Verlag (Musik – Kontexte – Perspektiven, Bd. 12)
- Mitherausgeber der „Zeitschrift für Musikpädagogik“ (1987 - 1989)
- Mitherausgeber der Zeitschrift „Musik und Unterricht“ (1990–1997)
- Verantwortlicher Herausgeber der folgenden Hefte von „Musik und Unterricht“: H. 1 Original und Bearbeitung H. 4 Natur und Musik H. 9 Musik und Bewegung H. 11 Themengleiche Werke H. 14 Musikzeit H. 21 Symbol und Bedeutung H. 27 Musik als Droge H. 34 Expressivität H. 38 Ästhetische Erziehung H. 40 Charts H. 47 Straßenmusik
- Mitherausgeber der Netzzeitschrift „Europäisches Musikjournal“ (EMJ)
- Mitherausgeber der „Perspektiven zur Musikwissenschaft und Musikpädagogik“, Kassel (Bosse Verlag)
- Mitherausgeber der „Materialien zum Musikunterricht“, Regensburg (ConBrio) / Kassel (Bosse Verlag)